# Otto Meißer
Otto Meißer (Apolda, 19 de junio de 1899-Freiberg, 23 de julio de 1966) fue un geofísico alemán.

## Vida

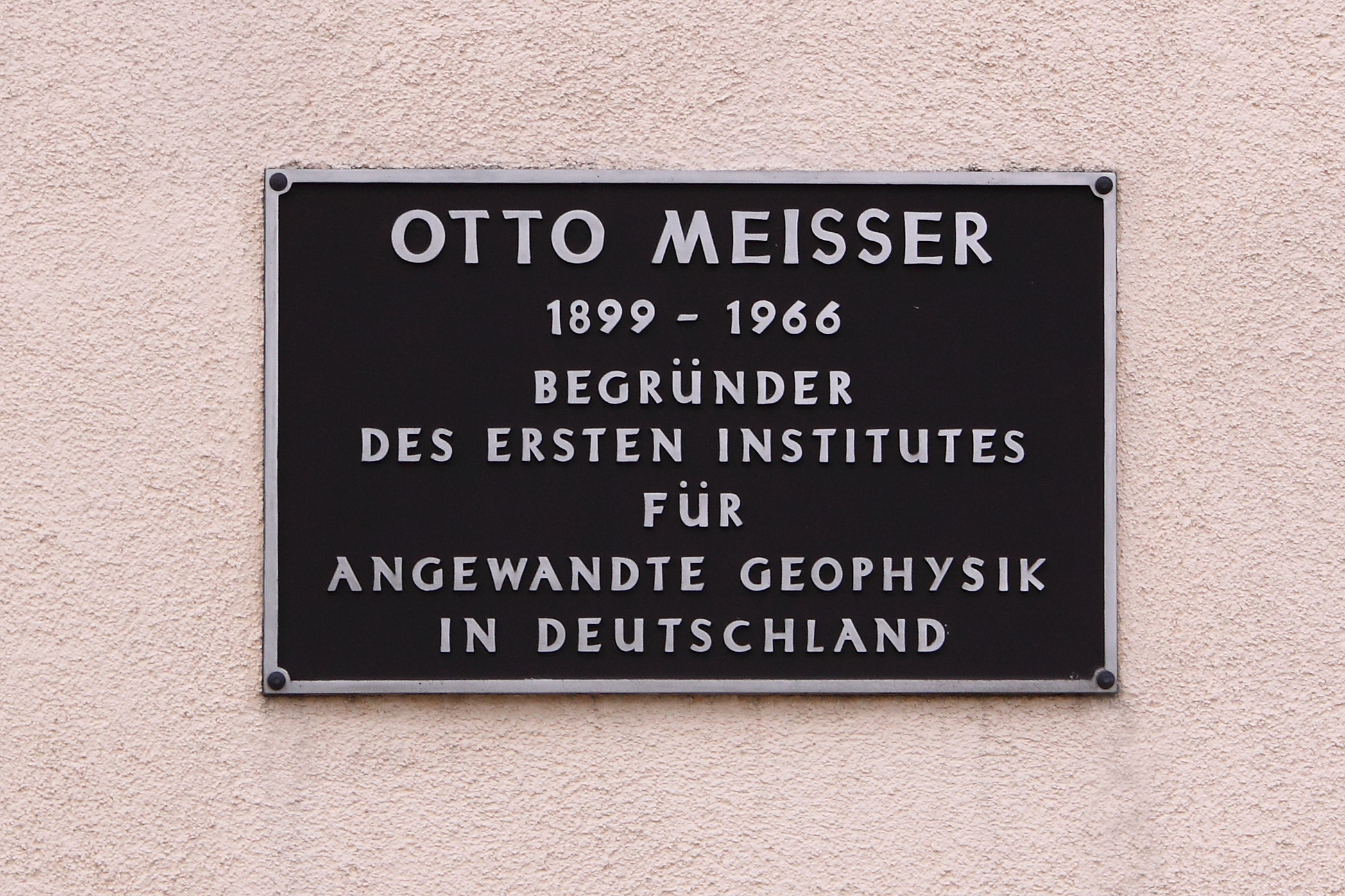
Placa homenaje a Otto Meißer.

Aprobó su abitur en Weimar y estudió en la Universidad de Jena. En 1923 se doctoró con un trabajo de título Dekrementbestimmung mittels Einfunkenmethode y obtuvo la calificación magna cum laude. Fue un pionero de la geofísica aplicada antes de la Segunda Guerra Mundial.
Fue profesor de geofísica aplicada en la Universidad de Freiberg y dirigió el Instituto de Geodinámica en Jena. Fue clave en el desarrollo y habilitación de nuevos métodos de exploración geofísica, como por ejemplo el método magnetotelúrico.
Entre 1955 y 1957 fue rector de la Universidad de Freiberg, y en 1966 fue nombrado senador honorífico. En 1964 se le nombró Hervorragender Wissenschaftler des Volkes. El edificio del instituto geofísico lleva su nombre, Otto-Meißer-Bau. También fue miembro de la Academia de las Ciencias de la RDA.

## Obra
- Praktische Geophysik (1943)